# William Vickrey
William Spencer Vickrey (Victoria, 21 giugno 1914 – Harrison, 11 ottobre 1996) è stato un economista canadese, professore presso la Columbia University e vincitore del premio Nobel per l'economia insieme a James Mirrlees l'8 ottobre 1996, tre giorni prima di morire. La motivazione dell'assegnazione del premio fu la seguente: «per i fondamentali contributi alla teoria economica degli incentivi in presenza di informazioni asimmetriche».

## Vita privata
Vickrey sposò Cecile Thompson nel 1951. Era un quacchero e un membro della Scarsdale Friends Meeting. Morì per arresto cardiaco nel 1996 a Harrison, New York.

## Teoria economica
Nel 1961 The Journal of Finance pubblicò un suo pionieristico articolo, «Counterspeculation, auctions and competitive sealed tenders» (traduzione non ufficiale in italiano: «Controspeculazione, aste e offerte competitive in busta chiusa»), che era il primo tentativo da parte di un economista di utilizzare gli strumenti propri della teoria dei giochi per comprendere il funzionamento delle aste. Nell'articolo, considerato vent'anni in anticipo rispetto al dibattito dell'epoca, non solo Vickrey deriva vari equilibri nello svolgimento delle aste, ma fornisce un primo risultato a favore dell'equivalenza del ricavo. L'omonimo teorema è oggi al centro della teoria delle aste. L'asta di Vickrey prende il nome dall'autore dell'articolo.
Produsse anche lavori importanti sul pedaggio urbano («congestion pricing»), ovvero l'idea che servizi come le strade e altri dovrebbero essere venduti a un prezzo tale che gli utenti notino i costi che aumentano per via dell'utilizzo pieno del servizio quando invece c'è ancora domanda insoddisfatta. In questo modo si dà un duplice segnale: uno agli utenti, volto a modificarne i comportamenti; e uno agli investitori, volto a far sì che questi espandano il servizio per rimuovere questo vincolo. Un'applicazione di tale teoria è visibile nell'applicazione della tassa di congestione a Londra o dell'pedaggi urbani a Milano.
Vickrey studiò allo Yale College (uno dei collegi residenziali della Yale University) e dopo la laurea alla Columbia University.

## Pubblicazioni
- Agenda for progressive taxation, New York, The Ronald Press Company, 1947.
- Microstatics, New York,  Harcourt, Brace & World, 1964.
- Metastatics and macroeconomics, New York, Harcourt, Brace & World, 1964.
- Public economics : selected papers by William Vickrey, con Richard Arnott, Cambridge, Cambridge University Press, 1994.
- Simplification, progression and a level playing field, New York : Columbia University, 1996.
- Full employment and price stability, con Mathew Forstater e Pavilina R. Tcherneva, Cheltenham, UK : Edward Elgar, 2004.